# 撒隆巴斯

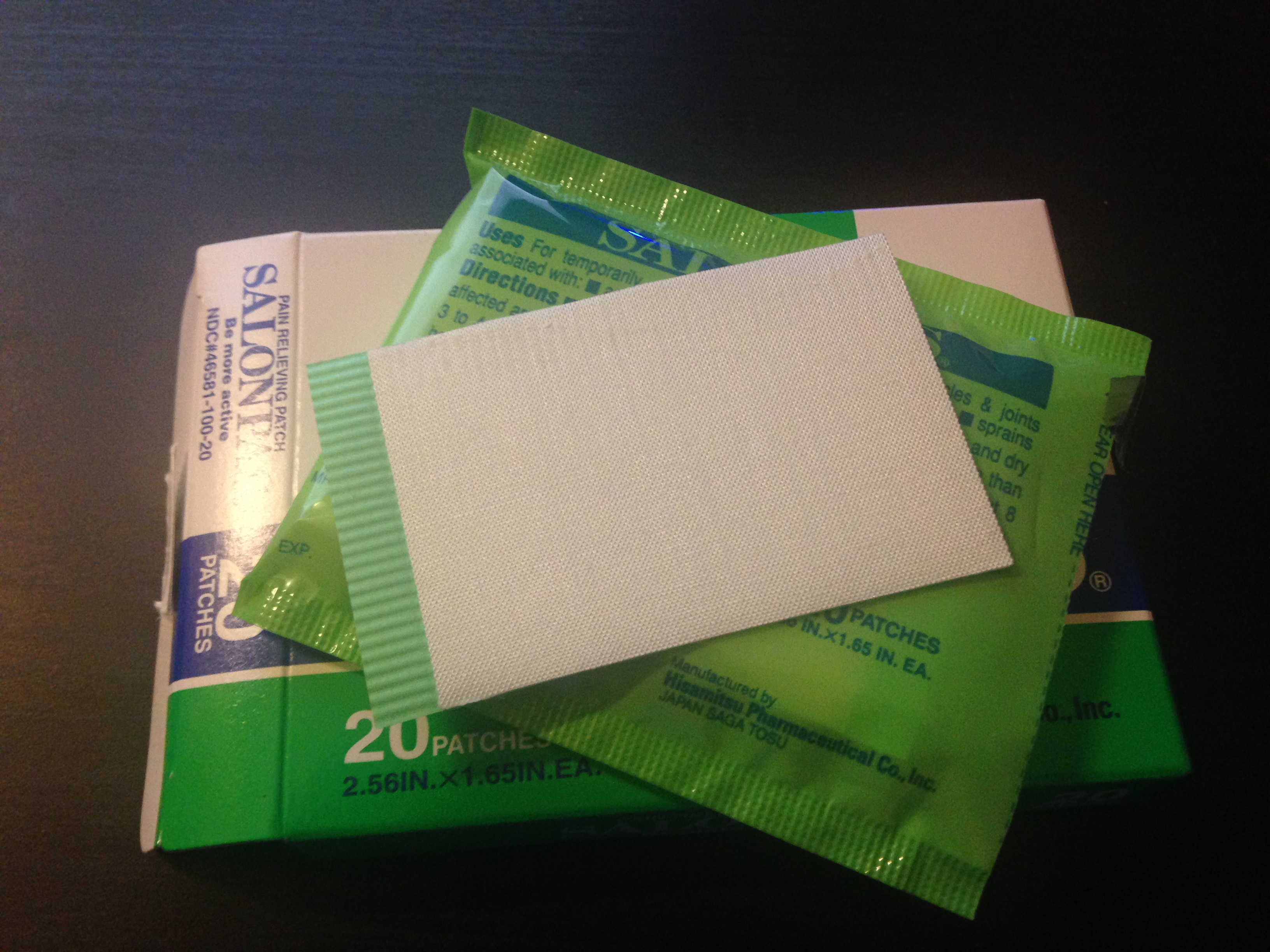
撒隆巴斯止痛貼布

撒隆巴斯（日語：サロンパス），是日本的久光製藥生產販售之消炎止痛藥系列品牌。

## 歷史
- 1903年，久光製藥開始銷售撒隆巴斯的前身「朝日萬金膏」。
- 1934年，從朝日萬金膏改良後的藥膏貼布以「撒隆巴斯」品牌開始販售。
- 1937年，開始外銷撒隆巴斯到日本以外地區。
- 2008年2月，美國FDA通過撒隆巴斯的新藥申請。
- 2012年5月29日，撒隆巴斯開始在中華人民共和國銷售。[1]

## 撒隆巴斯系列
- 撒隆巴斯（貼布），其有效成分为薄荷醇，樟脑，水杨酸甲酯，生育酚乙酸酯(维生素E)
- 撒隆巴斯-益（噴劑），其有效成分为薄荷醇，樟脑，水杨酸甲酯，水杨酸乙二醇酯，桉树油，和甘草酸[2]

- 撒隆巴斯-愛（貼布），其有效成分为水杨酸甲酯和薄荷醇[3]

Pharmaceutical company warning:撒隆巴斯无论是何种系列，使用者都应该在使用前后清洗患处，以避免残留物导致过敏。